# 最美的收藏 ～ALL MY COVERS～
《最美的收藏 ～ALL MY COVERS～》是中島美嘉於2014年3月12日發行的翻唱專輯。

## 概述
- 中島出道以來首張全翻唱專輯，分「初回生產限定版」跟「期間生產限定版」兩版本發行，「期間生產限定版」只生產至2014年6月11日為止[1]。
- CD收錄2003年數量限定發行的單曲《接吻》、西洋金曲《AMAZING GRACE》、2004年與葉加瀨太郎合作的單曲《朦朧月夜～祈願》等，以及新翻唱曲《溫柔的吻》全12曲[1]。
- 收錄歌曲12首中有11曾收錄在過往的作品中，只有1首新曲，內容較趨近於精選輯。
- 初回限定DVD收錄2013年末的會員限定聖誕派對演唱會精華影像[1]。

## 發行版本

### 初回生產限定版（CD+DVD+寫真冊）
※日本限定版本
- CD收錄12曲
- DVD收錄「MIKA NAKASHIMA MOBILE PRESENTS CHRISTMAS PARTY "Time Trip"」
- 瑪蓮·德烈奇造型寫真冊
- 封入特典：演唱會門票抽選券封入。
- 初回限定包裝

### 期間生產限定版（CD ONLY）
- CD收錄12曲
- 封入特典：演唱會門票抽選券封入。

## 收錄曲

### CD
1. 溫柔的吻（やさしいキスをして）【美夢成真／2004年】
作詞: 吉田美和　作曲: 中村正人
2. I LOVE YOU (Album Ver.)【尾崎豐／1991年】
作詞: 尾崎豐 作曲: 尾崎豐 編曲: 松浦晃久
3. THE ROSE【貝蒂·蜜勒／1979年】
作詞: Amanda McBroom 作曲: Amanda McBroom 編曲: 島健
4. 接吻【ORIGINAL LOVE（日语：ORIGINAL LOVE）／1993年】
作詞:田島貴男 作曲: 田島貴男 編曲: 森俊也
5. Missing【久保田利伸／1986年】
作詞: 久保田利伸 作曲: 久保田利伸 編曲: 島健
6. AMAZING GRACE (album version)
作詞: John Newton 作曲: Traditional 編曲: DREAMFIELD
7. YOU'D BE SO NICE TO COME HOME TO【Helen Merrill（英语：Helen Merrill）／1943年】
作詞: Cole Porter 作曲: Cole Porter 編曲: 隨心所欲
8. FEVER【Peggy Lee（英语：Peggy Lee）／1958年】
作詞・作曲：John Davenport、Eddie Cooley／編曲：島健
9. 朦朧月夜～祈願（朧月夜〜祈り）
作詞: 高野辰之・中島美嘉 ／ 作曲: 岡野貞一・葉加瀨太郎 ／ 編曲: 葉加瀨太郎
10. 眷戀（恋しくて）【BEGIN（日语：BEGIN (バンド)）／1990年】
作詞・作曲：BEGIN／編曲：塚本功
11. MY WAY【性手槍／1978年】
作詞：Paul Anka・Lucien Marie Antoine Thibaut、作曲：Claude Francois・Jacques Revaux、編曲：根岸孝旨
12. WHAT A WONDERFUL WORLD【路易斯·岩士唐／1968年】
作詞・作曲：George David Weiss、Robert Thiele／編曲：Dr. kyOn

### DVD
- MIKA NAKASHIMA MOBILE PRESENTS CHRISTMAS PARTY "Time Trip"

## 資料來源
1. 1 2 3  . musicman.net. 2014-01-30  [2014-01-30]. （原始内容存档于2016-03-04） （日语）.